# Gereuth (Bamberg)
Gereuth ist ein Stadtteil der kreisfreien Stadt Bamberg im bayerischen Regierungsbezirk Oberfranken.

## Lage
Gereuth liegt südöstlich des Stadtzentrums von Bamberg an der Bahnstrecke Nürnberg–Bamberg und südlich der B 22 (= Münchner Ring). Nordwestlich erstreckt sich der Bamberger Stadtteil Wunderburg.